# Szalejów Górny

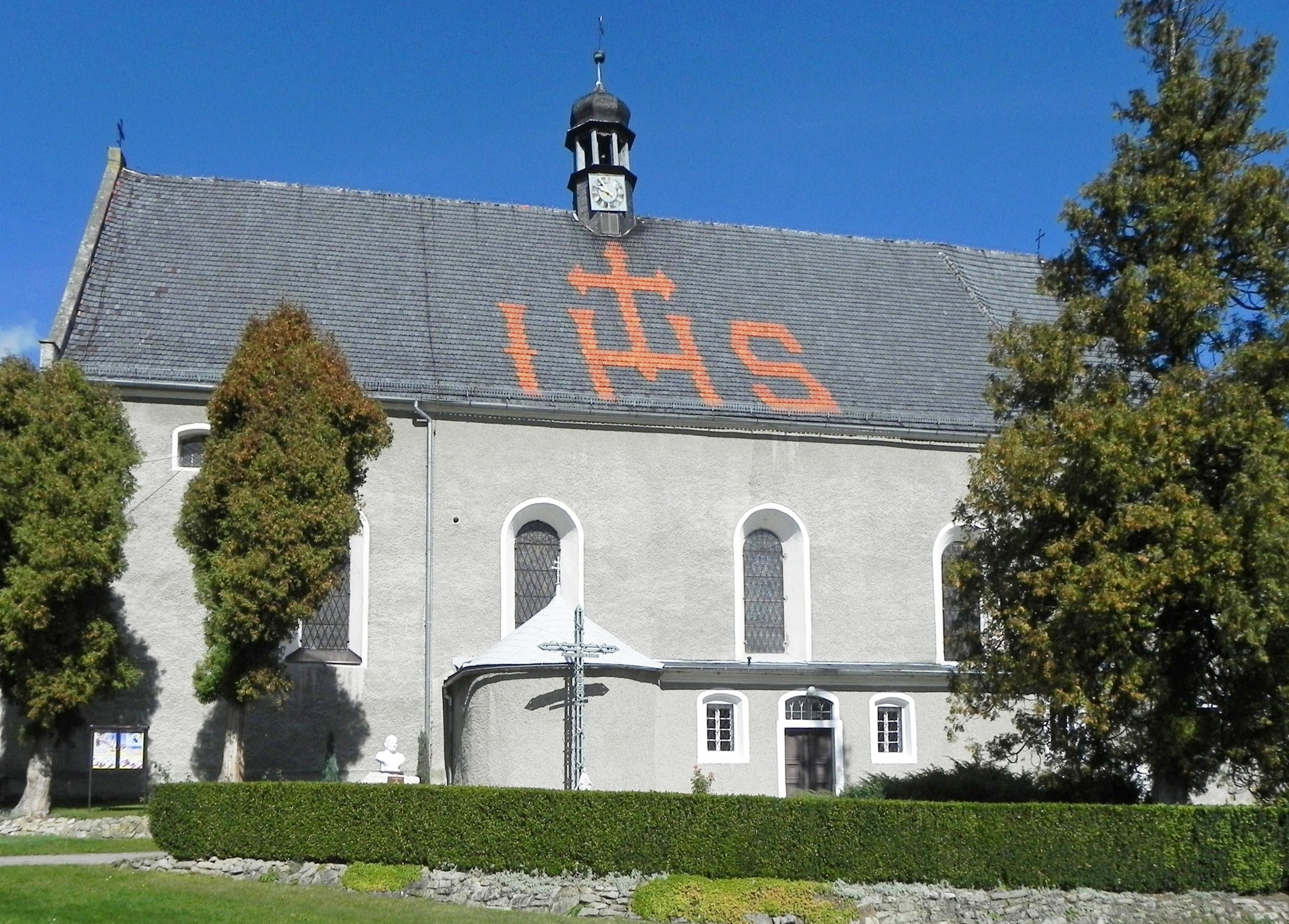
Pfarrkirche St. Georg

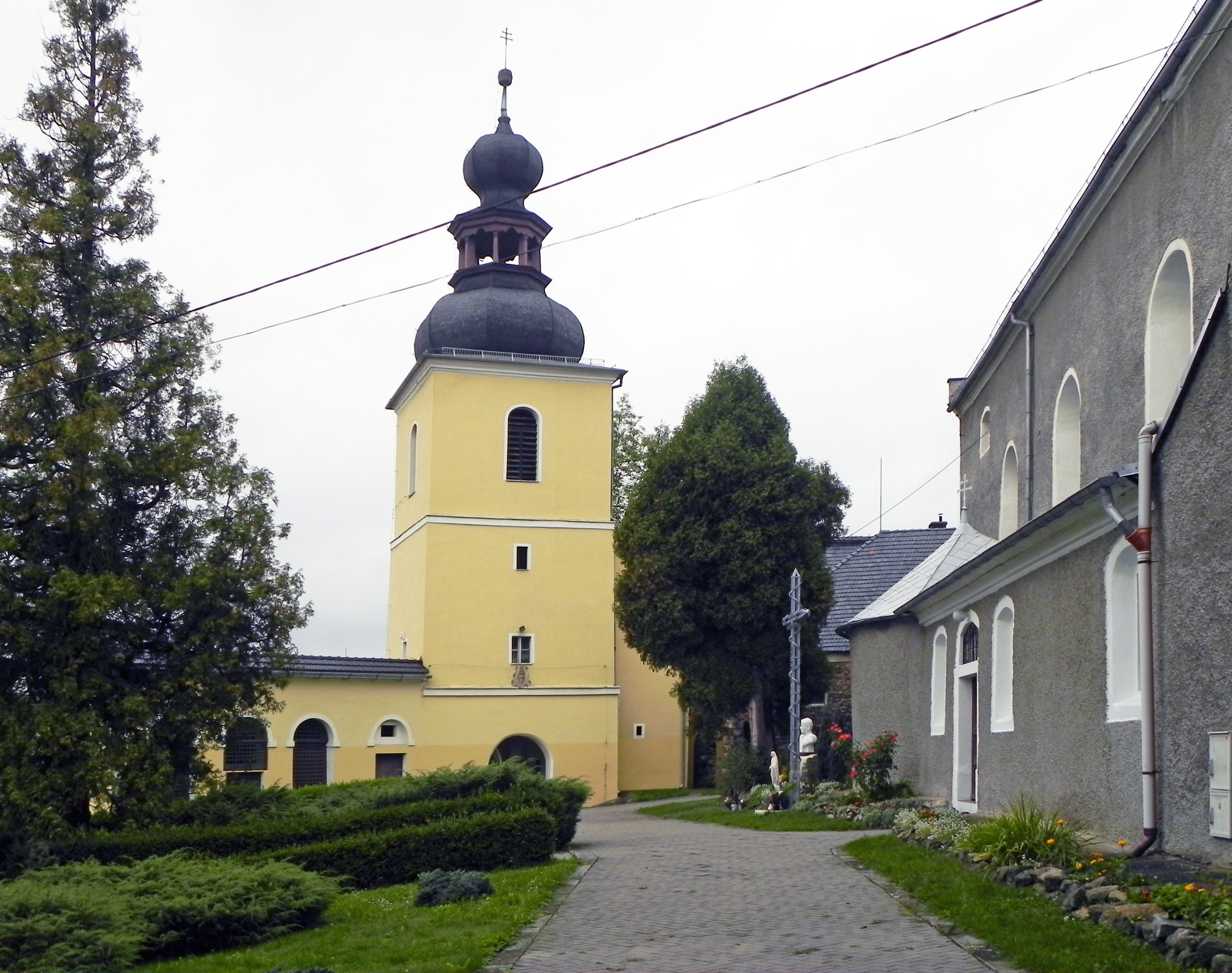
Glockenturm in der westlichen Mauer aus dem 17. Jahrhundert

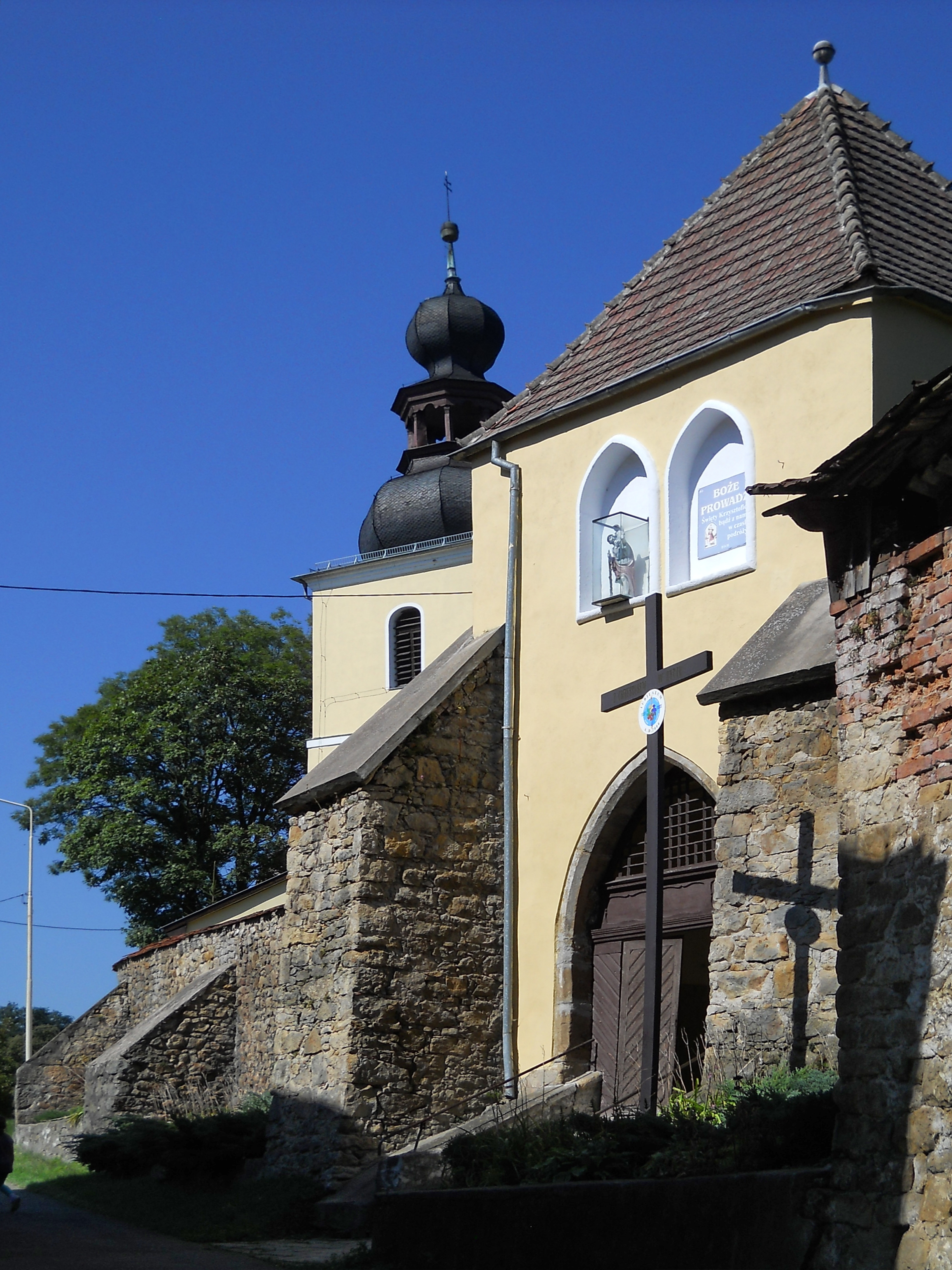
Gotischer Torturm in der westlichen Mauer

Szalejów (deutsch Oberschwedeldorf; tschechisch Horní Štivnice) ist ein Dorf im Powiat Kłodzki in der Woiwodschaft Niederschlesien in Polen. Es liegt sieben Kilometer westlich von Kłodzko (Glatz), zu dessen eigenständiger Landgemeinde es gehört.

## Geographie
Szalejów Górny liegt an der Europastraße 67. Nachbarorte sind Kamieniec (Kamnitz) im Norden, Ruszowice (Rauschwitz) und Roszyce (Roschwitz) im Nordosten, Szalejów Dolny (Niederschwedeldorf) im Osten, Stary Wielisław (Altwilmsdorf) im Süden, Polanica-Zdrój (Altheide) im Südwesten, Polanica Górna (Neuheide) und Wolany (Wallisfurth) im Westen, Tworów (Ludwigsdörfel) und Niwa (Reichenau) im Nordwesten.

## Geschichte
Erstmals erwähnt wurde Swedlerdorf am 25. November 1269 in einer Urkunde des Prager Bischofs Jan III. von Dražic, der entnommen werden kann, dass es Sitz eines Dechanten war. Weitere Namensformen waren „das obirste Sweydlerdorf“, „Ober-Schweydlerdorf“, „Ober Schwedeldorf“ und schließlich ab 1874 die Schreibweise Oberschwedeldorf. Da es Sitz eines Dechanten war, kann vermutet werden, dass es seit frühesten Zeiten ein Pfarrort war. Es gehörte zum böhmischen Glatzer Land, mit dem es die Geschichte seiner politischen und kirchlichen Zugehörigkeit von Anfang an teilte. Zunächst bestand es aus mehreren Anteilen, die zum Teil zur Herrschaft Koritau gehörten und zumeist verschiedene Besitzer hatten. 1350 erwarben der Prager Erzbischof Ernst von Pardubitz und seine Brüder Smil und Wilhelm von Pardubitz von den einheimischen Adeligen Renzo und Nikolaus von Glaubitz die Güter Nieder- und Oberschwedeldorf, die damals noch eine Einheit unter der Ortsbezeichnung „Schweidlersdorf“ bildeten, und schenkten diese dem vom Erzbischof gegründeten Augustiner-Chorherrenstift Glatz. Anfang des 18. Jahrhunderts gelangte ein Großteil des Oberschwedeldorfer Grundbesitzes an den Feldmarschall Georg Olivier von Wallis, der ihn mit seiner Herrschaft Wallisfurth vereinte.
Nach dem Ersten Schlesischen Krieg 1742 und endgültig nach dem Hubertusburger Frieden 1763 kam Oberschwedeldorf zusammen mit der Grafschaft Glatz an Preußen. Nach der Neugliederung Preußens gehörte Oberschwedeldorf ab 1815 zur Provinz Schlesien und wurde 1816 dem Landkreis Glatz eingegliedert, mit dem es bis 1945 verbunden blieb. 1874 wurde der Amtsbezirk Oberschwedeldorf gebildet, zu dem die Landgemeinde Oberschwedeldorf sowie die Gutsbezirke Amtshof, Engelhof, Frobelhof, Pfarrhof und Rübischhof (Ribischhof) gehörten. Zum 30. September 1928 wurde der Amtsbezirk aufgelöst und die vorstehenden Gutsbezirke in die Landgemeinde Oberschwedeldorf eingegliedert. 1939 wurden 857 Einwohner gezählt. 
Als Folge des Zweiten Weltkriegs fiel Oberschwedeldorf 1945 mit dem größten Teil Schlesiens an Polen und wurde in Szalejów Górny umbenannt. Die deutsche Bevölkerung wurde 1946, soweit sie nicht vorher geflohen war, vertrieben. Die neu angesiedelten Bewohner waren zum Teil Heimatvertriebene aus Ostpolen, das an die Sowjetunion gefallen war. 1975–1998 gehörte Szalejów Górny zur Woiwodschaft Wałbrzych (Waldenburg).

### Das Rübischgut
Dieses Gut lag der Pfarrkirche gegenüber und war ein Lehen. Der erste bekannte Besitzer war 1524 Ulrich von Hardegg, der damalige Erbherr der Grafschaft Glatz. Später besaß es Bonaventura Kler und 1555 Melchior von Donig, dem auch der Oberhof in Altwilmsdorf gehörte. Nach dessen Tod fiel das Gut als erledigtes Lehen an den Pfandinhaber der Grafschaft Glatz, Herzog Ernst von Bayern. Nachfolgend besaß es als Lehen der kaiserliche Forstmeister Anton von Stangenheim. Nach dessen Tod 1579 fiel es wiederum als erledigtes Lehen durch Heimfall an Kaiser Rudolf II. Er schenkte es 1580 aus Dankbarkeit für treue Dienste seinen Kammerdienern Caspar Bernauer und Hans Popp, die es im selben Jahre dem Friedrich von Falkenhain auf Koritau verkauften. Nach dessen Tod 1612 erbte das Gut seine Tochter Anna Margaretha, die mit dem kaiserlichen Rat und Obristen Gottfried von Rübisch verheiratet war, auf den die Gutsbezeichnung zurückgeht. Nach dem Tod ihres Bruders Seifried von Falkenhain erbte Anna Margaretha die ganze Herrschaft Koritau, mit der sie das Rübischgut vereinte.

### Der Engelhof
Dieses Gut war ein Lehen, das 1578 Hans von Walditz und 1596 dessen Sohn Friedrich besaßen. 1601 erwarb es Christoph von Donig und Zdanitz auf Niedersteine. Wegen seiner Beteiligung am böhmischen Ständeaufstand 1618 wurden seine Güter konfisziert und er selbst zu lebenslangem Gefängnis verurteilt. Den Engelhof erhielt 1628 anstelle einer Schuldforderung der Freiherr Carl von Strasolde, der ihn 1629 dem kaiserlichen Rat Johann Angelo von Morgante auf Volpersdorf und Schlegel veräußerte. Nach diesem wurde der Besitz nunmehr als Engelhof bezeichnet. 1637 erwarb es Georg von Gronenberg, auf dessen Antrag Kaiser Ferdinand III. das Gut von einem Lehen ins Erbe versetzte. 1640 erwarb es der kaiserliche Obrist Wolfgang Ferdinand von Fitsch, bei dessen Nachkommen es bis 1685 verblieb. In diesem Jahre verkaufte Otto Ferdinand Baron von Fitsch den Engelhof dem Johann Isaias von Hartig, der den Engelhof wiederum mit der Herrschaft Koritau verband.

### Der Pannwitz- oder Güsnerhof
Dieses Gut war ein erblicher Rittersitz, der in älteren Urkunden als der Pannwitzhof bezeichnet wird. Anfang des 16. Jahrhunderts gehörte es dem Hans von Walditz, in dessen Familie es bis 1636 verblieb. In diesem Jahre erwarb das überschuldete Gut Joachim von Pannwitz auf Rengersdorf, dessen Frau Sabina eine geborene von Walditz war. Er veräußerte den Hof 1645 dem Christoph von Donig auf Niedersteine. 1709 verkaufte es Heinrich Wilhelm von Donig dem Franz Anton von Güsner auf Kieslingswalde. Dieser verkaufte es 1711 dem Grafen Georg Olivier von Wallis, der den Gutshof abtragen ließ und die Felder mit dem Schlosshof Wernersdorf (Wallisfurth) verband.

### Das Mombeugegut
Dieses Gut war ebenfalls ein erblicher Rittersitz. Es gehörte zunächst der Familie von Walditz. 1542 besaß es der Glatzer Hauptmann Hans Prag von Wellnitz. 1565 kam es an die Familie von Walditz zurück. Nach dem Tod des Georg Olivier von Walditz 1619 heiratete dessen Witwe den Dietrich von Ullersdorf, von dem es auf seinen Sohn Sigismund überging. Dessen Sohn Sebastian Sigismund, der mit Anna Magdalena von Sauern verheiratet war, hinterließ dieses Gut 1715 seiner Tochter Antonia Constantia, die seit 1712 mit Carl Joseph von Mombeuge verheiratet war. Nach diesem wurde es als das Mombeugegut bezeichnet. Er verkaufte das Gut dem Grafen Georg Olivier von Wallis, der die Wirtschaftsgebäude abreißen ließ und den Grund mit dem Werderhof in Wernersdorf (Wallisfurth) vereinte.

### Das Ampassek-Gut
Dieses Gut, das aus zwei Bauerngütern bestand, wurde im Dreißigjährigen Krieg verwüstet. 1654 verkaufte es der damalige Grundherr Georg von Gronenberg dem Christoph von Donig, der einen Gutshof errichtete. 1665–1675 gehörte es vermutlich dem Johann Ferdinand Leopold von Kunitz. Nach 1686 besaß es Carl Friedrich von Ampassek, von dem es 1692 auf seinen Sohn überging. Dessen Witwe Johanna Elisabeth Drescher von Kadan verkaufte es dem Reichsgrafen Georg Olivier von Wallis, der es mit seiner Herrschaft Wernersdorf (Wallisfurth) vereinte.

## Sehenswürdigkeiten
- Die bereits 1269 erwähnte Pfarrkirche St. Georg (Kościół Św. Jerzego) wurde in der zweiten Hälfte des 14. Jahrhunderts aus Stein als gotische Saalkirche errichtet und mit einer Wehrmauer umgeben. 1682–1683 wurde sie barockisiert und 1765 erneut umgebaut. Das Deckengemälde Auferstehung Christi stammt aus dem 19. Jahrhundert. Um 1900 wurden der neugotische Hauptaltar, die stilgleiche Kanzel sowie die farbigen Glasfenster geschaffen. Die gotische Pietà ist von etwa 1420 und die Statue der Muttergottes mit Kind von etwa 1510. Die barocken Statuen der hll. Petrus und Paulus in der Vorhalle wurden um 1700 in der Werkstatt des Breslauer Bildhauers Christoph Königer geschaffen. Sie standen ursprünglich in der Friedhofskapelle.
- Die Wehrmauer aus dem 15. Jahrhundert enthält im Süden ein gotisches Torgebäude mit spitzbogigem Durchgang. Der Tor- und Glockenturm in der westlichen Mauer ist von 1682. In der Ostwand befindet sich ein gotischer Wimperg mit Christuskopf.
- Unterhalb der Kirche steht ein Bildstock mit einer Pietà und einem Kreuz, die sogenannte Mariensäule.
- siehe auch: Tour der Denkmäler Niederschwedeldorf und Oberschwedeldorf

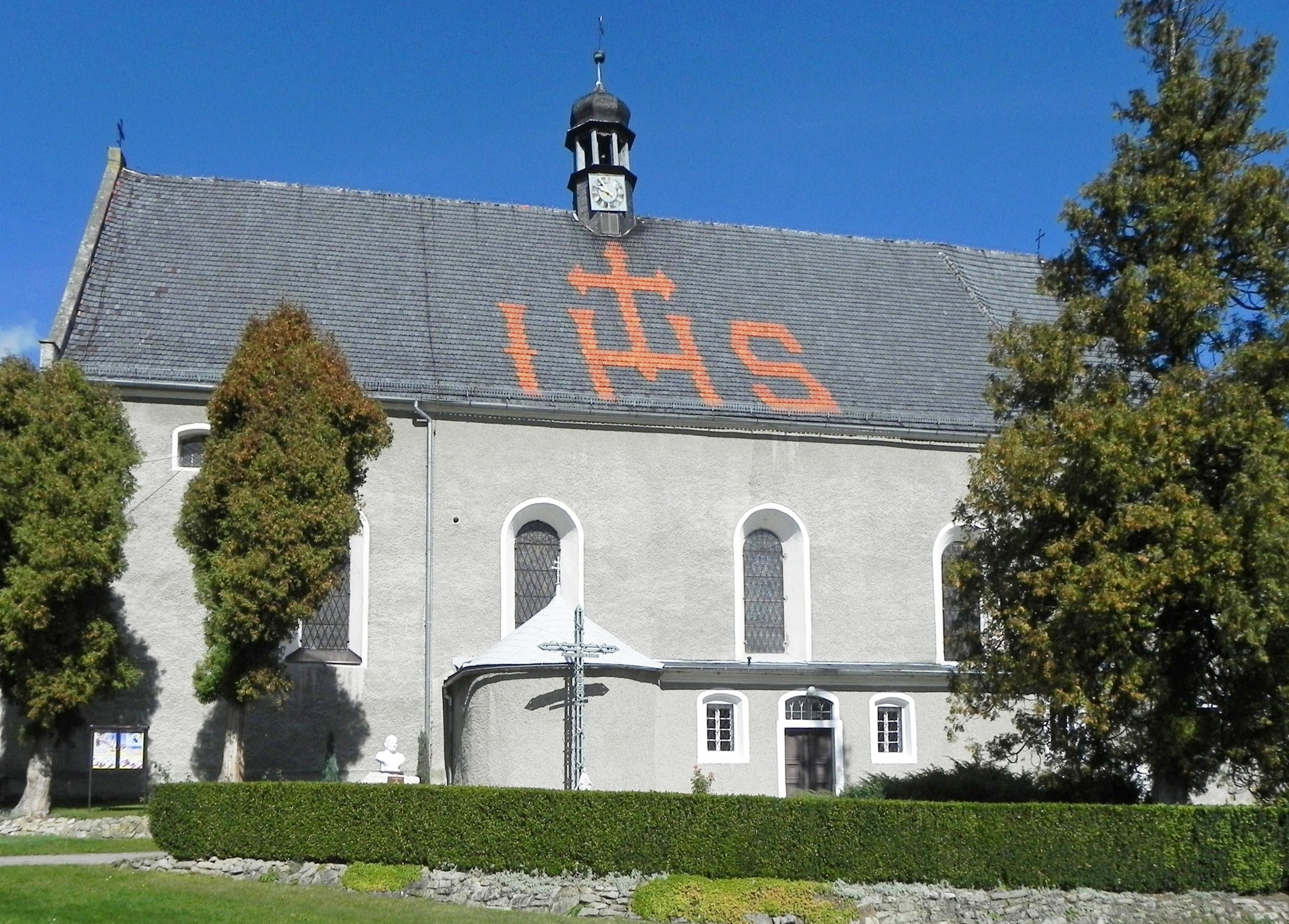
Pfarrkirche St. Georg
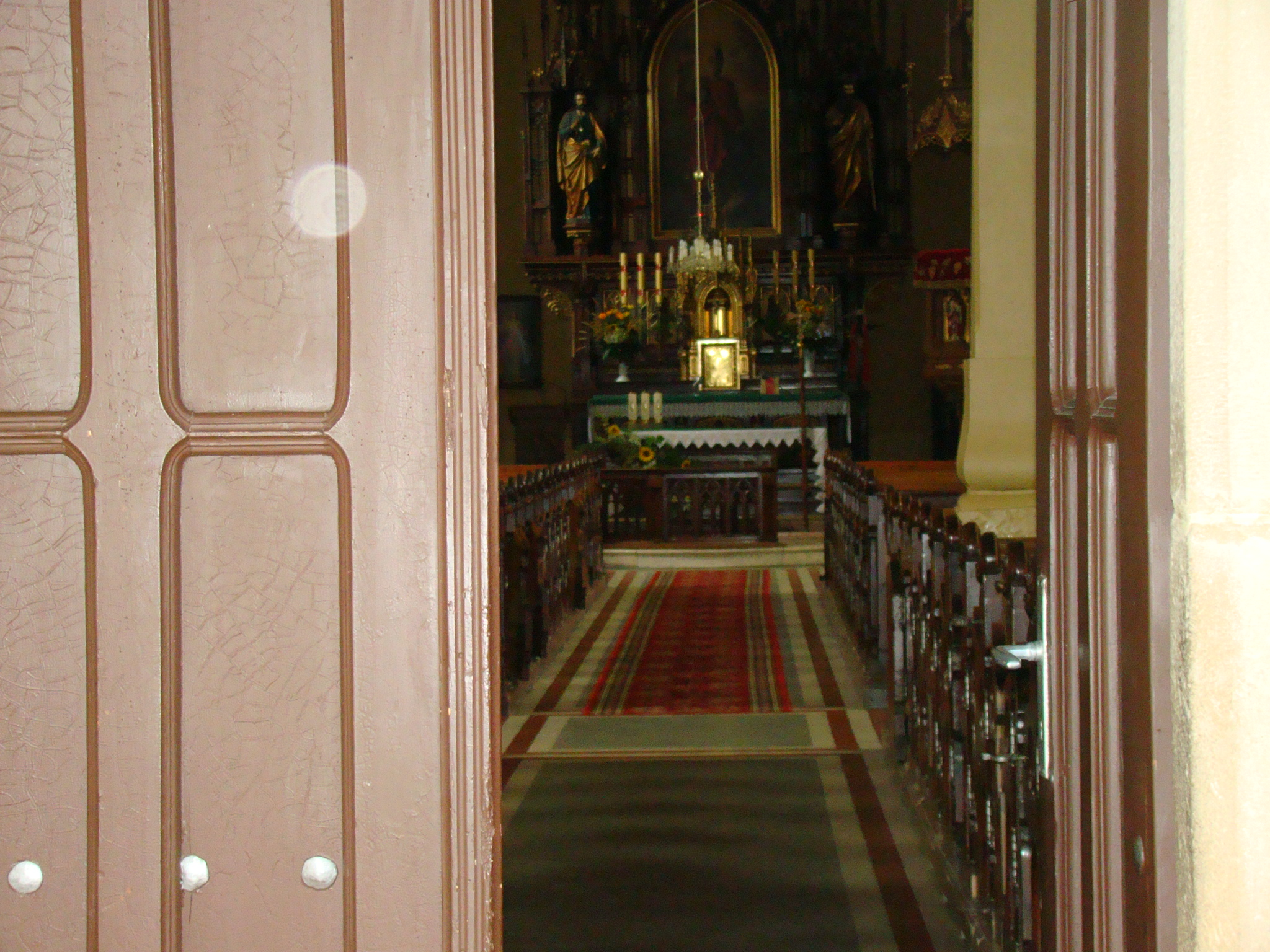
Blick ins Innere der Kirche
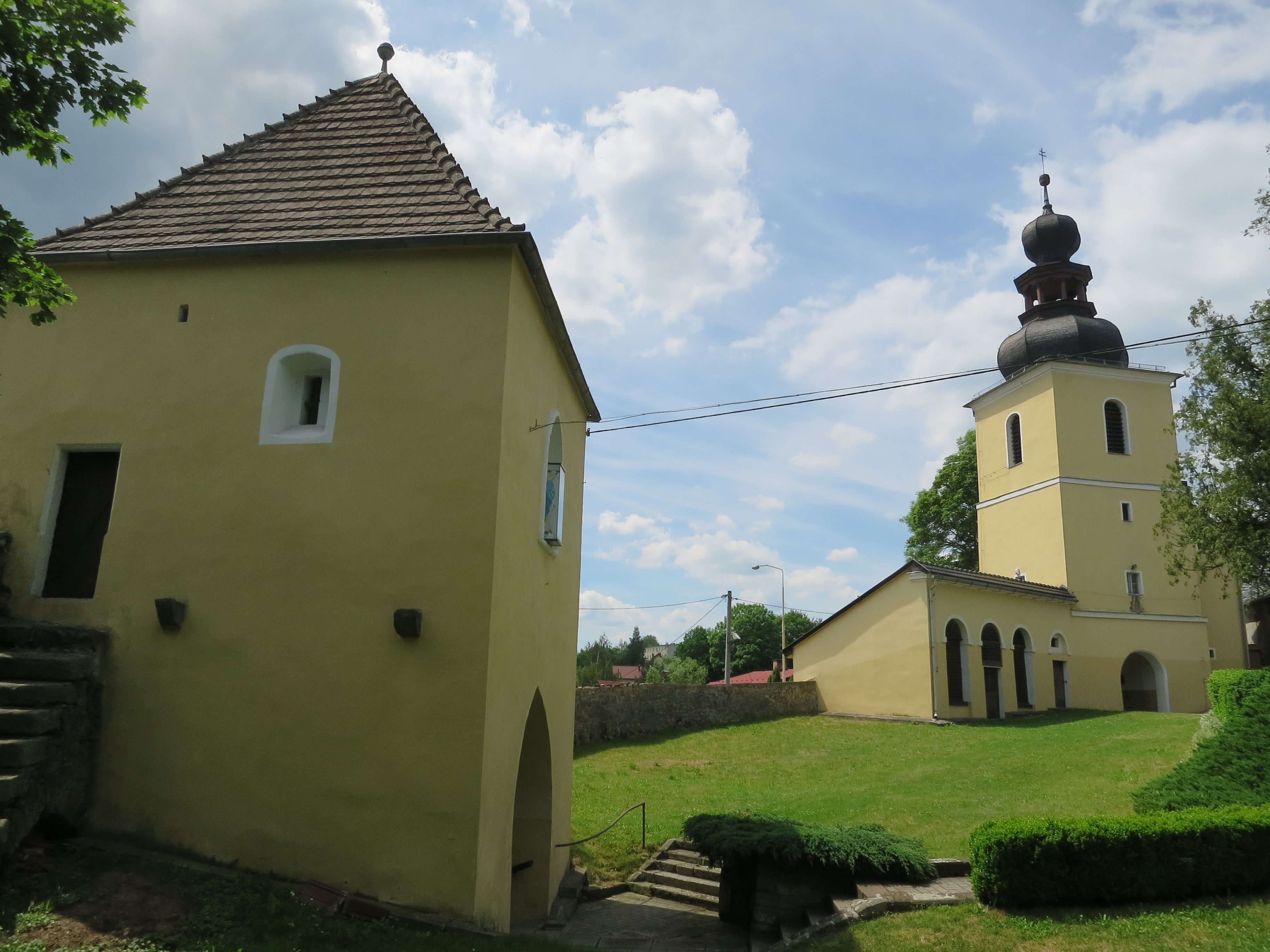
Tor- und Glockenturm der Kirchenburg
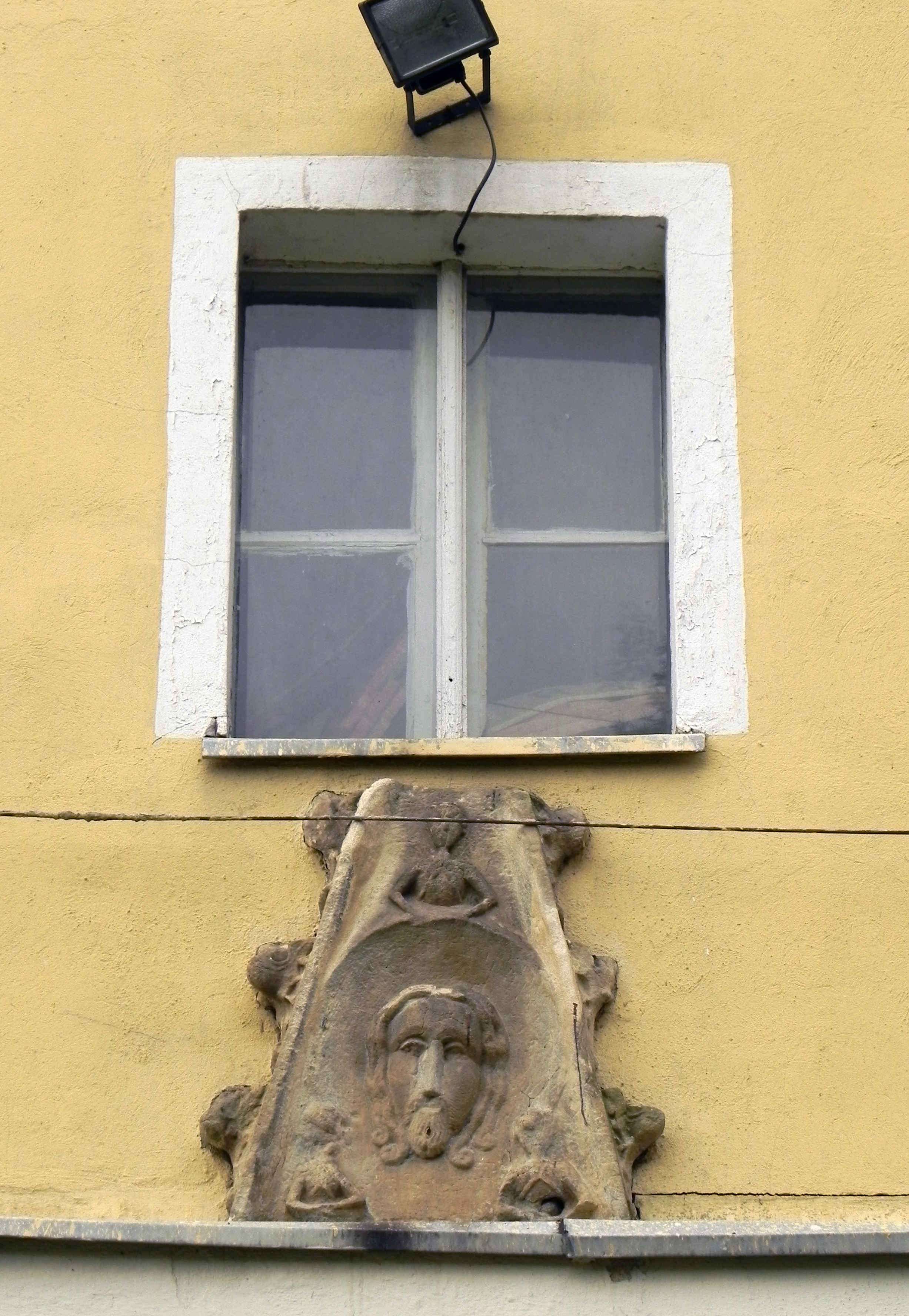
Relief am Torturm – Schweißtuchmotiv
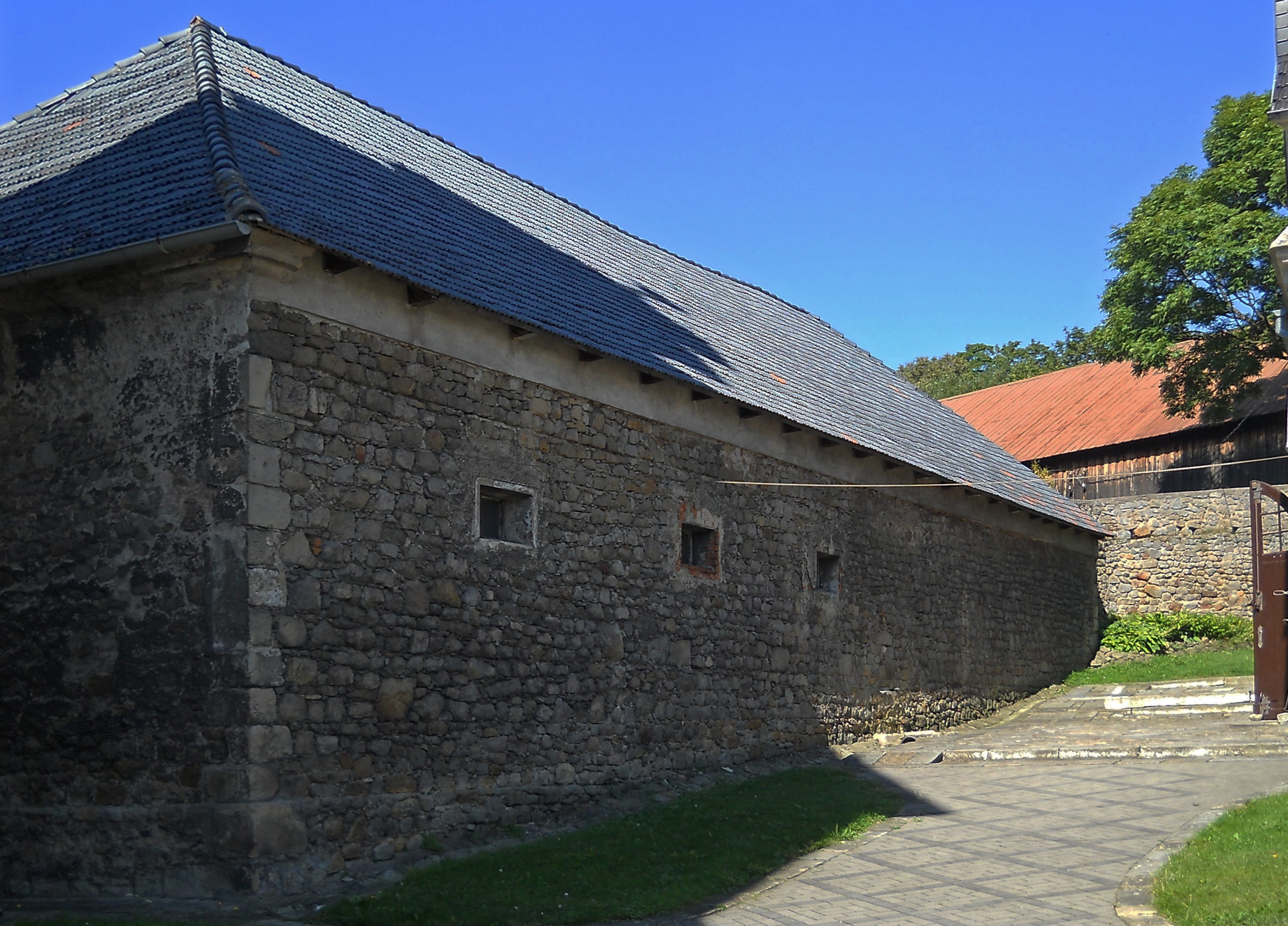
Mauern und Speichergebäude
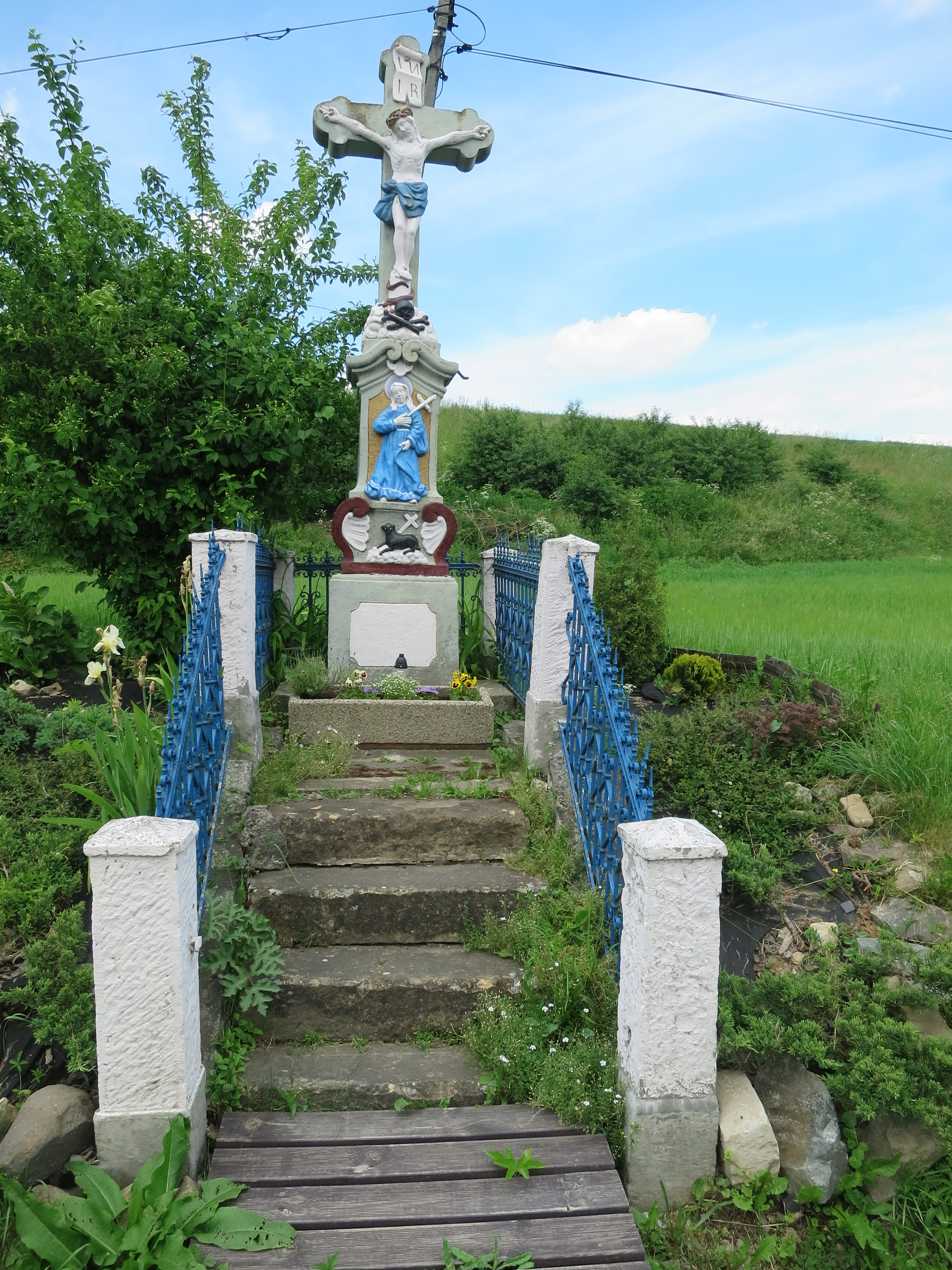
Ein typisches Wegekreuz
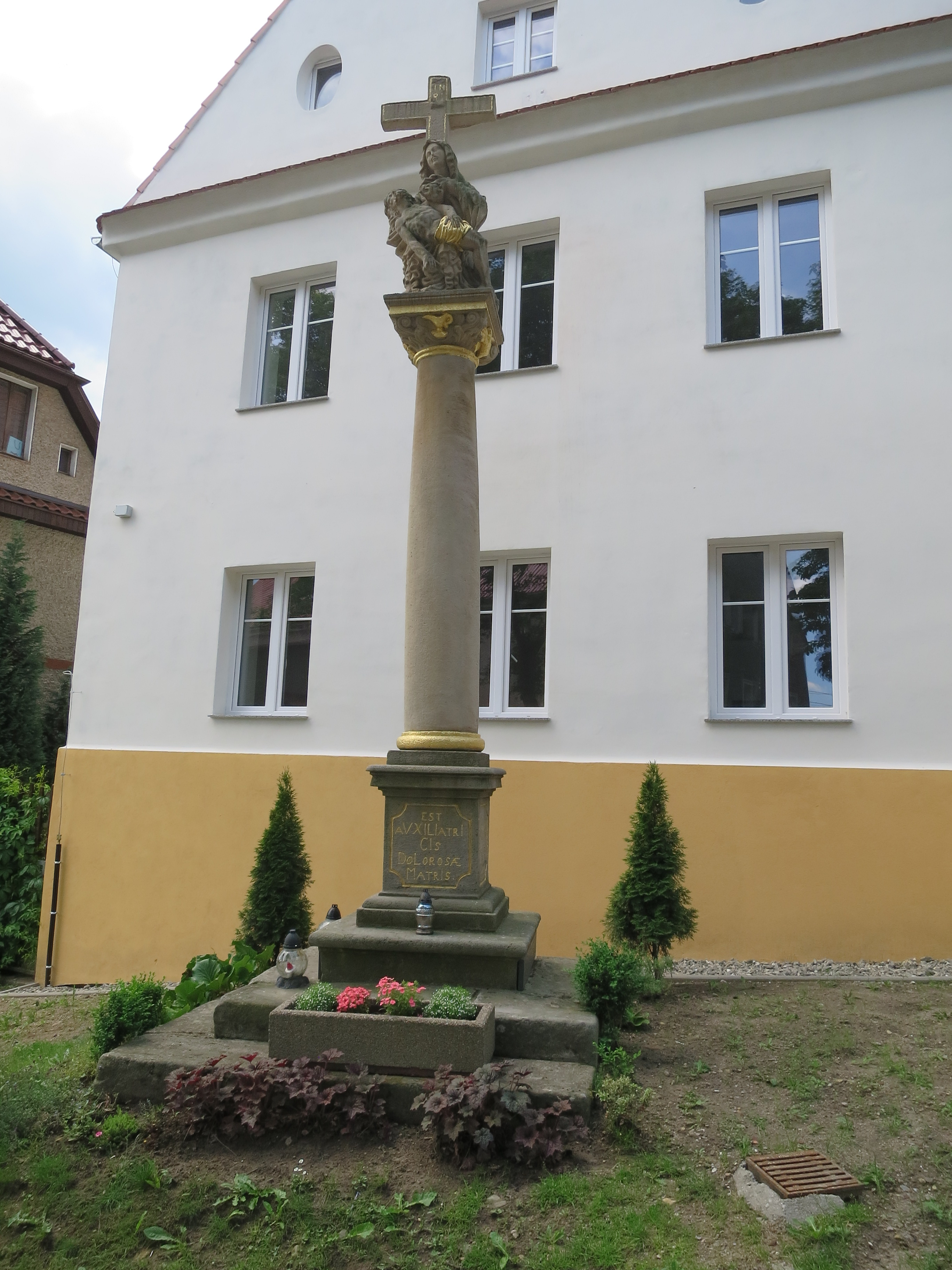
Mariensäule vor der Küsterschule